# هال روبسون
هال روبسون (بالإنجليزية: Hal Robson)‏ هو سائق سباق ومهندس أمريكي، ولد في 16 أغسطس 1911 في تورونتو في كندا، وتوفي في 2 يوليو 1996 في سان بيرناردينو في الولايات المتحدة.